# Kloster St. Peter auf dem Schwarzwald

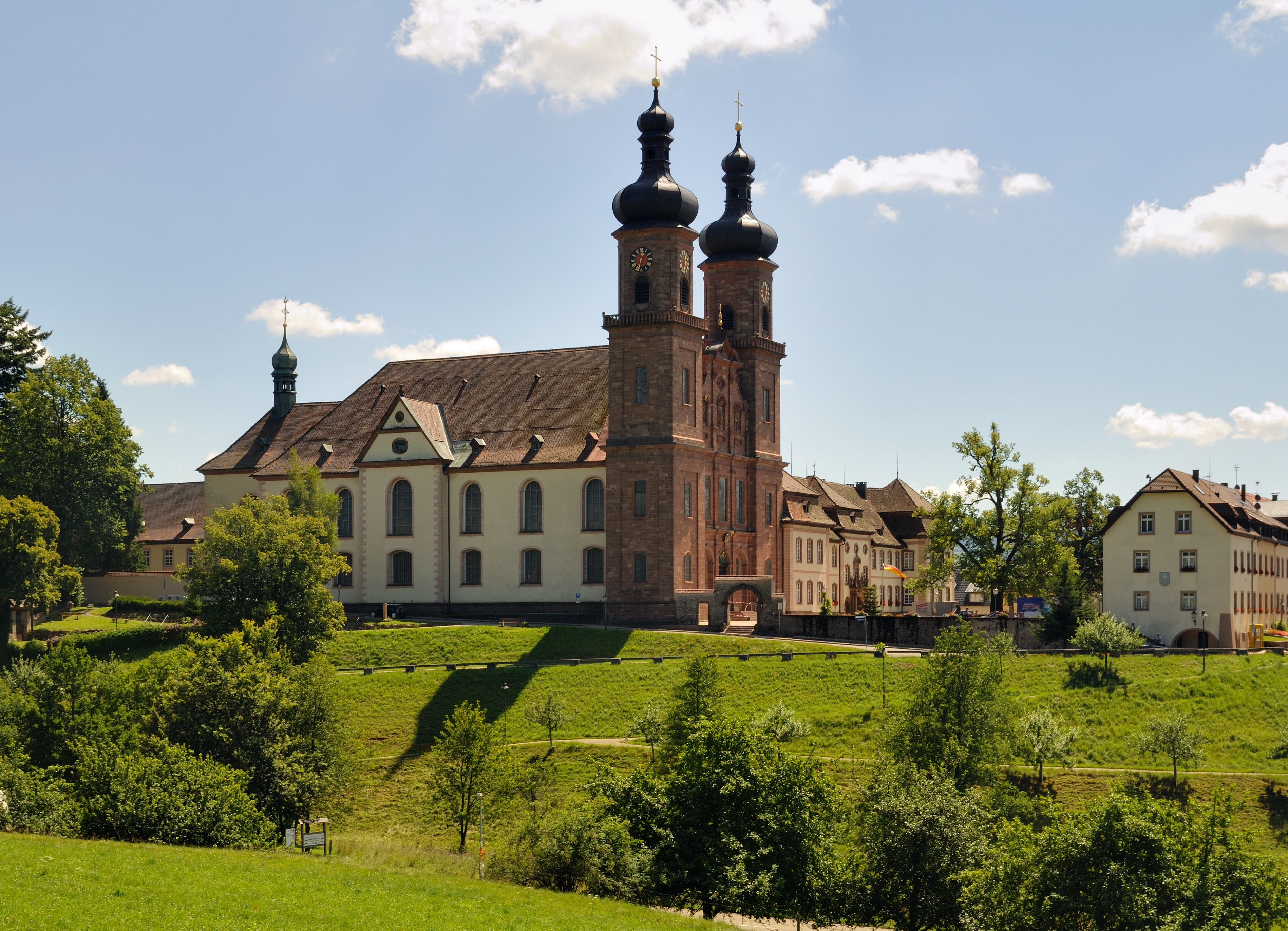
Die Klosterkirche

Das Kloster St. Peter auf dem Schwarzwald war ein Benediktinerkloster in St. Peter im Hochschwarzwald. Die Barocke Gestaltung der Kirche und der Bibliothek entstand unter dem vorletzten Abt Philipp Jakob Steyrer. Das Kloster wurde im Zuge der Säkularisation 1806 aufgehoben.

## Geschichte
Die Mönchsgemeinschaft in St. Peter war Hauskloster und Grablege der Zähringer. Die Ursprünge der Kommunität liegen in Weilheim, in einem 1073 oder davor gegründeten Eigenkloster oder -stift, das nach 1078 – erzwungen durch kriegerische Ereignisse, von denen besonders Schwaben in den Jahrzehnten des Investiturstreits betroffen war – an das Kloster Hirsau, frühestens 1085 an Herzog Berthold II. von Zähringen (1078–1111) gelangte. Dieser ließ dort ein Hauskloster errichten, änderte aber gegen 1090 seine Pläne und ließ bis 1093 die geistliche Kommunität nach St. Peter im Schwarzwald verlegen. Stifterin des Grundstockes von St. Peter in Form ihrer geerbten burgundischen Besitzungen von Buchsee war Bertholds Frau Agnes von Rheinfelden.
In St. Peter entwickelte sich – ähnlich wie bei der St. Georgener Mönchsgemeinschaft – in kurzer Zeit ein benediktinisches Reformkloster, das z. B. mit dem Privileg Papst Urban II. (1088–1099) vom 10. März 1095 der römischen Kirche unterstellt wurde. Ausfluss des zunehmenden Wohlstands der Mönchsgemeinschaft, die mit Schenkungen der Zähringerherzöge und von deren Ministerialen begabt wurde, war der hauptsächlich im 12. Jahrhundert angelegte Rotulus Sanpetrinus, eine Pergamentrolle u. a. mit Traditionsnotizen, die einen guten Einblick in die sich entwickelnde klösterliche Grundherrschaft gibt. Das Kloster wurde dabei von den Zähringerherzögen bevogtet, wobei der Rechtsakt vom 27. Dezember 1111, in dem der zähringische Verzicht auf erbrechtliche Ansprüche an Kloster und Klostergüter geregelt wurde, die herzogliche Vogtei über St. Peter auch mitzugründen half. Bis 1218 blieb die zähringische Kloster- und Stiftervogtei unbestritten, die Auseinandersetzungen nach dem Tod des söhnelosen Herzogs Berthold V. (1186–1218) endeten mit der Übernahme der Vogtei durch Bertholds Neffen Graf Egino den Jüngeren von Urach (Freiburg; 1221/26), der nun advocatus ac defensor der Mönchsgemeinschaft wurde. Die Vogtei verblieb bei den Freiburger Grafen, die manchmal recht eigenmächtig über klösterliche Güter und Rechte verfügten (1284, 1314). Die Bedrückung durch die Vögte wurde so groß, dass sich das Kloster an Kaiser Karl IV. (1347–1378) wandte und – vielleicht im Rückgriff auf eventuell vorhanden gewesene Beziehungen zu Kaiser Friedrich II. (1212/15–1250) – den Schirm des Reiches erlangte (1361). Das Privileg wurde 1443 bestätigt und 1498 von König Maximilian I. (1493–1519) erwähnt. Unterdessen war die Vogtei auf dem Weg der Verpfändung (ab 1371) endlich an Markgraf Wilhelm von Hachberg-Sausenberg (1428–1441) gelangt (1441). 1526 übernahmen die Habsburger die Klostervogtei.
Im 11. und 12. Jahrhundert erwarb die Mönchsgemeinschaft in St. Peter – nicht zuletzt durch die Zuwendungen der Stifterfamilie – bedeutenden Besitz im Nahbereich, im Breisgau, auf der Baar, bei Weilheim, in der Innerschweiz. Kloster und Klosterort lagen auf dem Seelgut (Salland) im engeren Immunitätsbezirk des Klosters, in den Tälern der Umgebung bildete sich ein kompaktes Klostergebiet aus. Im Breisgau gab es Villikationen, fronhofmäßig organisierten Besitz, im Schwarzwald existierten auf Rodungsland bäuerliche Erblehen (feoda), wobei durch Teilung und Verkauf eine ausgeprägte Besitzzersplitterung auftrat (13./14. Jahrhundert). Infolge der Bevölkerungsverluste im 14. Jahrhundert kam es zu Wüstungsprozessen und zum Rückgang der grundherrschaftlichen Einnahmen. Die Dingrodel von 1416 und 1456 benennen die daraus resultierenden Schwierigkeiten zwischen Kloster und Vogt. Sie zeigen zudem die Art der Güter auf: Ding- und Meierhöfe, eigenbewirtschaftete Güter des Seelguts, bäuerliche Lehnsgüter.
Im 12. Jahrhundert entstand mit dem Rotulus Sanpetrinus im Skriptorium des Klosters St. Peter eine Aufzeichnung der Besitzungen des Klosters in mittellateinischer Sprache.
1238 und 1437 ist das Kloster St. Peter Opfer von Brandkatastrophen geworden, 1436 wurden dem Abt Johannes Tüffer (1427–1439) die Pontifikalien verliehen. Das Kloster verlor im späten Mittelalter an Bedeutung, die Klosterreformen des 15. Jahrhunderts fanden keinen Eingang, der Besitz blieb aber weitgehend erhalten, auch im Zeitalter der Reformation. Abt Peter Gremmelsbach (1496–1512) erneuerte Zähringertradition und Stiftermemoria, die Klostergebäude sind im 17. und 18. Jahrhundert barock neu erbaut worden. Zudem legte er 1507 mit dem Erwerb eines Hauses den Grundstein für den Peterhof, der später zur Freiburger Dependance der Äbte von St. Peter wurde.
Noch zur Zeit des Abtes Gremmelsbach wurde der spätere Täufermärtyrer Michael Sattler zum Prior des Klosters St. Peter berufen. Er führte in dieser Funktion unter anderem Verhandlungen mit den aufständischen Bauern. 1523 trat er aus dem Kloster aus, heiratete die Begine Margaretha und wandte sich im Frühjahr 1525 der Täuferbewegung zu. Bekannt wurde Sattler als Initiator und Verfasser der Schleitheimer Artikel, einem frühen täuferischen Glaubensbekenntnis. Am 21. Mai 1527 wurde er in Rottenburg am Neckar aufgrund seiner Überzeugungen auf dem Scheiterhaufen hingerichtet.
Das Kloster St. Peter war über die gesamte Zeit seines Bestehens dem Bistum Konstanz zugehörig. Dieses wurde 1821 aufgelöst und St. Peter lag fortan im neu geschaffenen Erzbistum Freiburg.
Von 1842 bis 2006 beherbergte das ehemalige Kloster das Pastoralseminar des Priesterseminars für das Erzbistum Freiburg. Erster und langjähriger Regens war der spätere Domkapitular Joseph Kössing. Es wurde 2006 mit dem Konvikt in Freiburg zusammengeführt, das nun als Vollseminar Erzbischöfliches Priesterseminar Collegium Borromaeum heißt. Seit dem 19. November 2006 wird das Kloster als Geistliches Zentrum St. Peter genutzt.

## Kirche

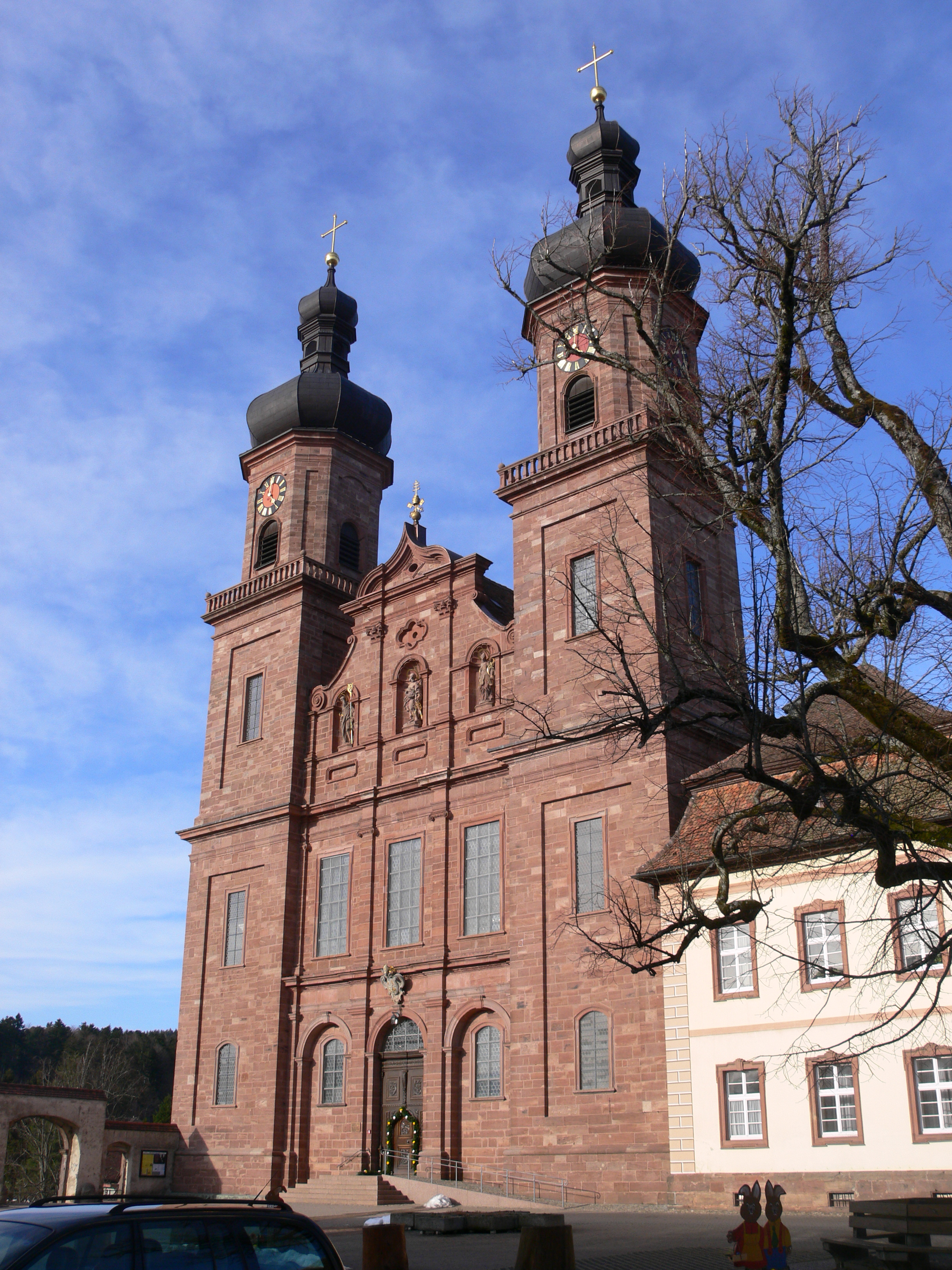
Klosterkirche außen

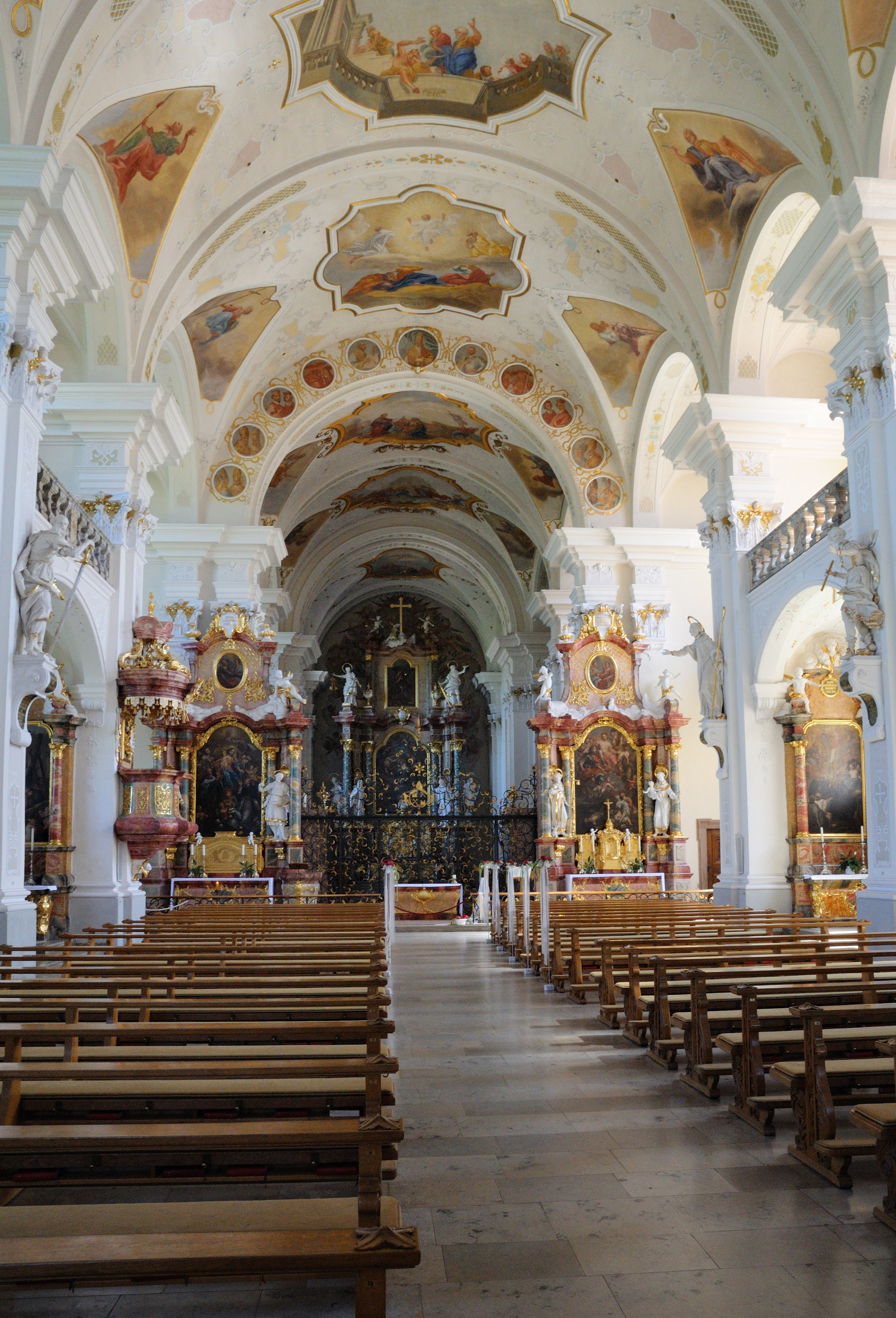
Klosterkirche innen

Unter dem baufreudigen Abt Ulrich Bürgi entstand in den 1720er Jahren die heute erhaltene barocke Klosterkirche mit einer Fassade aus rotem Sandstein, die von zwei Zwiebeltürmen flankiert wird. Architekt war Peter Thumb, die reiche barocke Ausstattung stammt unter anderem von Franz Joseph Spiegler (55 Fresken von 1727) und Joseph Anton Feuchtmayer (Skulpturen).
Heute ist die ehemalige Klosterkirche Pfarrkirche der katholischen Kirchengemeinde St. Peter im Hochschwarzwald.

### Hochaltar
Eine Besonderheit der Barockkirche ist der Hochaltar aus dem Jahre 1727, dessen Hauptbild über dem Altartisch als Wechselbild ausgelegt ist. Es gibt acht verschiedene Bilder, die im Laufe des Jahres passend zu den einzelnen Abschnitten des Kirchenjahres gewechselt werden. Früher geschah dies aufwändig von Hand, heute befinden sich die Bilder auf Rollen in einer Schiebeeinrichtung. Das passende Bild wird von hinten in die goldene Barockfassung des Altars geschoben und arretiert. Die acht Motive der Bilder sind:
- „Maria Krönung durch die heilige Dreifaltigkeit“, Johann Christoph Storer, 1661
- „Mariä Verkündigung“, Hans Michael Saur, 1727
- „Weihnachtsbild“, Franz Joseph Spiegler, 1727
- „Abendmahl“, Hans Michael Saur, 1727
- „Kreuzigung Christi“, Hans Michael Saur, 1727
- „Auferstehung Christi“, Hans Michael Saur, 1727
- „Himmelfahrt Christi“, Hans Michael Saur, 1727
- „Pfingsten“, Hans Michael Saur, 1727

### Orgeln
In der Kirche befinden sich zwei Orgeln. Auf der Empore über dem Eingangsbereich im hinteren Teil der Kirche befindet sich die Hauptorgel. Auf der Südseite des Chores steht die Chororgel. Beide Orgeln sind von den beiden Spieltischen auf der Empore und im Chorraum sowohl einzeln als auch zusammen nutzbar.

#### Hauptorgel

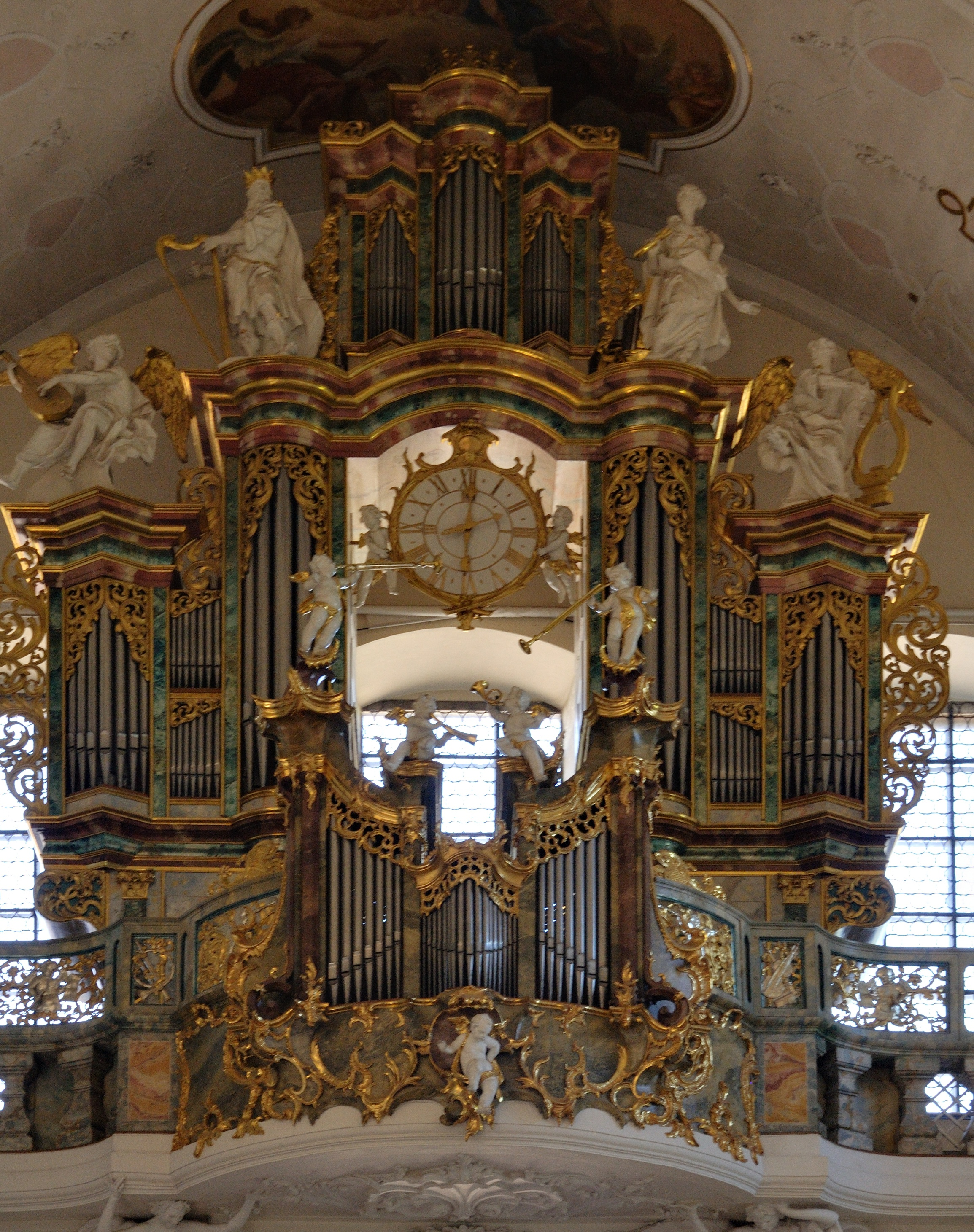
Klosterkirche, Hauptorgel

Die Hauptorgel auf der Empore über dem Eingangsbereich wurde 1966/67 als Opus 1349 von der Orgelbaufirma Klais aus Bonn als Ersatz einer Walcker-Orgel von 1880 in den vorhandenen wohl noch von Johann Georg Fischer geschaffenen barocken Orgelprospekt eingebaut. Sie verfügt über drei Manuale und ein Pedalwerk mit insgesamt 46 Registern. Die Orgel wurde 2014 saniert. Sie hat folgende Disposition:
| Rückpositiv C–g3  |       |
| Holzgedackt       | 8′    |
| Fernflöte (ab f0) | 8′    |
| Praestant         | 4′    |
| Holztraverse      | 4′    |
| Principal         | 2′    |
| Spillflöte        | 2′    |
| Larigot           | 1 ⁄3′ |
| Scharff III       | 1′    |
| Cromorne          | 8′    |
| Tremulant         |       |

| II Hauptwerk C–g3 |       |
| Pommer            | 16′   |
| Principal         | 8′    |
| Hohlpfeife        | 8′    |
| Gamba (ab Fis)    | 8′    |
| Octav             | 4′    |
| Rohrflöte         | 4′    |
| Salicional        | 4′    |
| Quint             | 2 ⁄3′ |
| Superoctav        | 2′    |
| Cornett V         | 8′    |
| Mixtur IV         | 1 ⁄3′ |
| Cymbel III        | 1⁄2′  |
| Trompete          | 8′    |
| Regal             | 8′    |
| Tremulant         |       |

| III Kronwerk C–g3 |        |
| Rohrflöte         | 8′     |
| Quintade          | 8′     |
| Principal         | 4′     |
| Blockflöte        | 4′     |
| Nasard            | 2 ⁄3′  |
| Octav             | 2′     |
| Terz              | 1 3⁄5′ |
| Superoctav        | 1′     |
| Acuta IV-V        | 1′     |
| Dulcian           | 16′    |
| Oboe              | 8′     |
| Clairon           | 4′     |
| Tremulant         |        |

| Pedal C–       |       |
| Principal      | 16′   |
| Subbass        | 16′   |
| Octav          | 8′    |
| Rohrpommer     | 8′    |
| Superoctav     | 4′    |
| Koppelflöte    | 4′    |
| Blockflöte     | 2′    |
| Rauschpfeife V | 2 ⁄3′ |
| Posaune        | 16′   |
| Zink           | 8′    |
| Clairon        | 4′    |

- Koppeln: I/II, III/I, III/II, I/P, II/P, III/P
- Anmerkungen:

1. 1 2  Im Prospekt.
2. 1 2  ab c1 konisch.
3. ↑  gedeckt.
4. ↑  leicht konisch.
5. ↑  eng.
6. ↑  Gabler.

#### Chororgel
Die Chororgel an der Südseite des Chors wurde 2015 durch die Vorarlberger Orgelbaufirma Rieger erbaut. Sie ersetzt eine Chororgel, welche 1964 anstelle der einstigen Orgel von Blasius Bernauer von der Freiburger Orgelbaufirma Späth erbaut worden war. Die Chororgel von 1964 stand an der Nordseite des Chors und hatte 19 Register auf zwei Manualen und Pedal.
Wegen technischer Defekte wurde 2013 in einem Gutachten die Sanierung der Orgeln empfohlen. In diesem Zuge wurde ein Neubau der Chororgel beschlossen, da die Orgel unter anderem durch Auftreten von Schimmel so stark geschädigt war, dass eine Sanierung unverhältnismäßig aufwändig gewesen wäre. Das Instrument wurde auf der Südseite des Chores aufgestellt, um bessere klimatische Bedingungen für das Instrument zu erhalten und Schimmelschäden zu vermeiden. Es hat 20 Register auf zwei Manualwerken (darunter ein Schwellwerk) und Pedal. Auf der Nordseite sorgt eine Attrappe für Symmetrie. Am 26. Juli 2015 wurde die Chororgel geweiht und mit einem Konzert in Betrieb genommen. Die Disposition lautet:
| I Choralwerk C–g3 |       |
| Principal         | 8′    |
| Viola di Gamba    | 8′    |
| Bourdon           | 8′    |
| Octav             | 4′    |
| Flûte d’amour     | 4′    |
| Quint             | 2 ⁄3′ |
| Octav             | 2′    |
| Mixtur III        | 2′    |

| II Schwellwerk C-g3 |     |
| Salicet             | 16′ |
| Geigenprincipal     | 8′  |
| Salicional          | 8′  |
| Schwebung           | 8′  |
| Gedeckt             | 8′  |
| Traversflöte        | 4′  |
| Fugara              | 4′  |
| Trompete            | 8′  |
| Oboe                | 8′  |
| Tremulant           |     |

| Pedal C-f1 |     |
| Subbass    | 16′ |
| Violon     | 8′  |
| Posaune    | 16′ |

- Koppeln: II/I (auch als Suboktavkoppel), I/P, II/P

### Glocken
Das Glockengeläut der Klosterkirche St. Peter hat eine wechselvolle Geschichte. Das heutige fünfstimmige Geläut aus Bronze wurde 1949/52 in der Glockengießerei Hamm in Frankenthal gegossen und ist auf die beiden Türme verteilt: Im Nordturm hängen die Glocken 1 und 2, die anderen drei im Südturm. Alle fünf Glocken tragen die Aufschrift Meister Hamm goß mich 1949, obwohl die Glocken 2 bis 5 wegen Mängeln 1952 nachgegossen und auch erst dann geweiht wurden. Weitere Aufschriften sind in der Tabelle angeführt. Alle fünf Glocken sind über ein Schlagwerk in den Zeit-Glockenschlag eingebunden, die beiden großen übernehmen den wiederholenden Stundenschlag, die drei kleineren den Viertelstundenschlag.
Im so genannten Hahnenturm, einem hölzernen Dachreiter über dem Chor hängt eine weitere, historische Glocke, das 1770 von Matthäus Edel aus Straßburg gegossene Taufglöckchen (Nr. 6).
| Nr. | Durchmesser | Schlagton | Aufschrift              |
| --- | ----------- | --------- | ----------------------- |
| 1   | 1670 mm     | h°±0′     | Sanctissima Trinitas    |
| 2   | 1310 mm     | dis'±0′   | Petrus et Paulus        |
| 3   | 1100 mm     | fis'+3′   | Ave Maria virgo Pia     |
| 4   | 0970 mm     | gis'+3    | Clemens et Ursula       |
| 5   | 0824 mm     | h'+3+     | Benedict et Scholastica |
| 6   | 0470 mm     | gis‘‘-6   |                         |

## Bibliothek

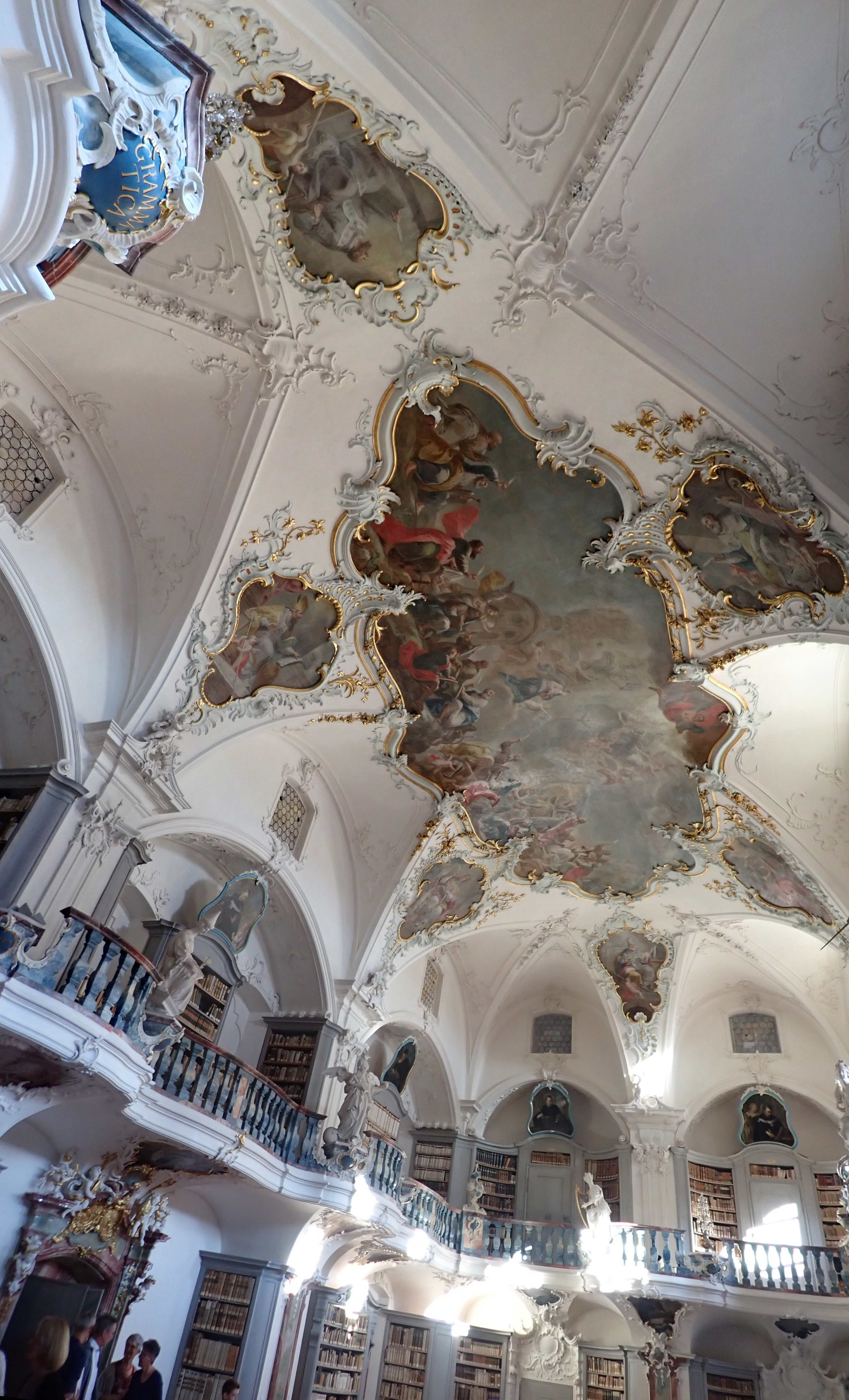
Decke der Bibliothek

Auch der Bibliothekssaal des Klosters wurde von Peter Thumb erbaut. Der Bibliotheksbau war noch unter Abt Ulrich Bürgi bis zu den Gewölben errichtet worden. Sein Bau stockte nach dessen Tod unter dem Nachfolger Abt Benedikt II. Wülberz elf Jahre lang, da die Französische Armee am 28. und 29. April 1744 mit 70.000 Mann den Breisgau besetzte und die Stadt Freiburg belagerte. Auch gab es – zwar nur wenige – Bauern, die sich strikt weigerten, die erforderlichen Frondienste zum Weiterbau zu leisten. Da sie es aber rechtlich schuldig waren, kam es letztlich zu einem gütlichen Vergleich. Nach dem Krieg begann Abt Philipp Jakob Steyrer umgehend mit dem Ausbau, wie er sich heute noch darstellt. Das Kloster musste in diesem Krieg Kontributionen in Höhe von 14.000 Gulden an den Feind leisten sowie die Armen und Studenten speisen. Jeden Tag kamen in diesen Jahren bis zu 600 Personen an die Klosterpforte. Die Untertanen (Bauern) spendeten dazu 6000 Gulden.
Als Künstler an der Ausstattung der Bibliothek waren beteiligt der Stuckateur Johann Georg Gigl, die Maler Benedikt Gambs und Franz Ludwig Herrmann sowie Johann Christian Wentzinger und der Bildhauer Matthias Faller. Der Sammlungskatalog von 1774 listet rund 13.000 Titel in ca. 14.000 Bänden auf. Bis zur Säkularisation war der Bestand auf rund 20.000 Bücher angewachsen. Die meisten Bücher kamen in die Badische Hofbibliothek, ein Teil in die Universitätsbibliothek Freiburg, einige verblieben am Ort zur Verwendung für das 1842 gegründete Priesterseminar St. Peter.
Bis zum Jahr 2008 ging man davon aus, dass die alten ledergebunden Bücher, die noch die Bibliothek zierten, lediglich „antiquarische Meterware“ sei, die als Kulisse diene, als man beim Auszug des Priesterseminars bemerkte, dass sich in den Regalen noch 1000 Bücher aus dem Originalbestand befanden, darunter ein Exemplar der deutschen Koberger-Bibel von 1483 und eine Basler Erstausgabe der „Utopia“ des Thomas Morus. Die Inkunabeln aus dem 15. Jahrhundert umfassten 120 Bände. Dazu kamen etliche Manuskripte, deren bekanntestes das mit dem Egbert-Codex verwandte Markusblatt vom Ende des 10. Jahrhunderts sein dürfte. Diese Bücher werden jetzt in der Schatzkammer des Klosters aufbewahrt.

## Wissenschaft und Forschung
St. Peter erblühte vor der Säkularisation noch einmal als ein Geistiges Zentrum unter dem Abt Ignatius Speckle, der in engem Kontakt zu Gelehrten seiner Zeit stand, unter anderem mit dem Abt von St. Blasien Martin Gerbert; hier wirkten die Benediktiner als Lehrer der Hochschule Freiburg. Bekannt wurde Thaddäus Rinderle mit seinen Erfindungen, weniger bekannt blieben andere, wie Basilius Meggle.
Als das Kloster 1806 aufgelöst wurde, gingen ungefähr 20.000 Bände der Bibliothek an das Großherzogtum Baden. Neben einem kleinen Bestand, der in St. Peter verblieb, gelangten diese an neue Eigentümer, wie die Hofbibliothek Karlsruhe, die Universitätsbibliothek Freiburg und diverse Privatpersonen oder gingen verloren. Seit dem Jahr 2009 versuchen die Universitätsbibliothek Freiburg, die Badische Landesbibliothek und das Landesarchiv Baden-Württemberg zusammen mit dem Generallandesarchiv Karlsruhe, die Bestände wieder zu vereinen. Nachdem die Bestände rekonstruiert, digitalisiert und in eine Bibliotheksdatenbank integriert wurden, können Teile davon online in der Virtuellen Bibliothek St. Peter betrachtet werden.

## Äbte des Klosters
- 1093–1100 Adalbero
- 1100–1108 Hugo I.
- 1108–1132 Eppo venerabilis
- 1132–1137 Gerward
- 1137–1154 Gozmann
- 1154–1183 Markward
- 1183–1191 Rudolf von Reutenhalden
- 1191–1220 Berthold I.
- 1220–1255 Heinrich I.
- 1255–1275 Arnold
- 1275–1291 Walther I.
- 1291–1295 Eberhard

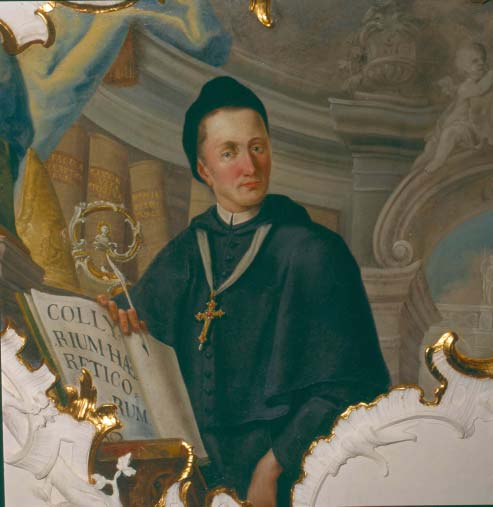
Abt Philipp Jakob Steyrer

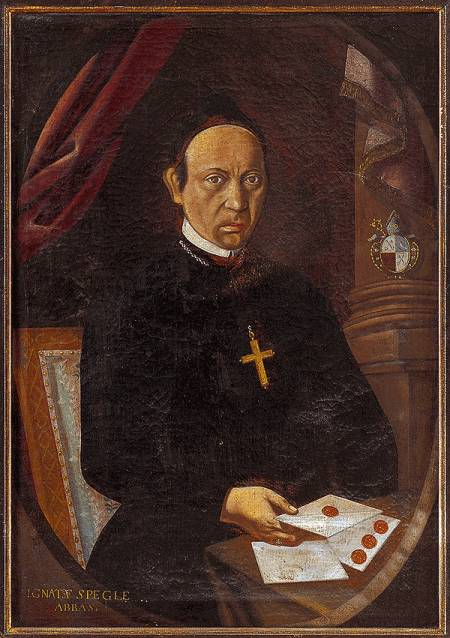
Abt Ignaz Speckle

- 1295–1322 Gottfried von Lötschibach
- 1322–1349 Berthold II.
- 1350–1353 Walther II.
- 1353–1357 Johannes I. von Immendingen
- 1357–1366 Peter I. von Thannheim
- 1367–1380 Jakob I. Stähelin
- 1380–1382 Hugo II.
- 1382–1390 Heinrich II. von Stein
- 1390–1392 Heinrich III. Salati
- 1392 Johannes II. von Stein
- 1392–1401 Erhard
- 1401–1402 Benedikt I. von Thannheim
- 1402–1404 Johannes III.
- 1404–1409 Johannes IV. Kanzler
- 1409–1414 Heinrich IV. von Oettlingen
- 1414–1427 Heinrich V. von Hornberg
- 1427–1439 Johannes V. Tüffer
- 1439–1443 Jakob II. Vogt von Sumerau
- 1443–1449 Konrad von Hofen
- 1449–1453 Burkhard von Mansberg
- 1453–1469 Johannes VI. von Küssenberg
- 1469–1492 Peter II. Emhardt
- 1492–1496 Simon Budner
- 1496–1512 Peter III. Gremmelsbach
- 1512–1531 Jodocus Kaiser
- 1531–1544 Adam Guldin
- 1544–1553 Magnus Thüringer
- 1553–1566 Johannes VII. Erb
- 1566–1580 Daniel Wehinger
- 1580–1585 Johannes Joachim Mynsinger von Frundeck
- 1585–1597 Gallus Vögelin
- 1597–1601 Michael Stöcklin
- 1601–1609 Johann Jakob Pfeiffer
- 1609–1612 Johannes VIII. Schwab
- 1612–1614 Johannes IX. Held
- 1614–1637 Peter IV. Münzer
- 1637–1659 Matthäus Welzenmüller
- 1659–1670 Placidus Rösch
- 1670–1699 Paulus Pastor
- 1699–1719 Maurus Höß
- 1719–1739 Ulrich Bürgi
- 1739–1749 Benedikt II. Wülberz
- 1749–1795 Philipp Jakob Steyrer
- 1795–1806 Ignaz Speckle